# Jacobo Árbenz Vilanova
Juan Jacobo Árbenz Vilanova (Ciudad de Guatemala, 13 de noviembre de 1946) es un político guatemalteco. Es hijo del ex presidente guatemalteco Jacobo Árbenz Guzmán, quien fue derrocado en un golpe de Estado patrocinado por la Agencia Central de Inteligencia (CIA) en 1954.

## Primeros años
Árbenz Vilanova nació en la Ciudad de Guatemala el 13 de noviembre de 1946, hijo de Jacobo Árbenz, en ese entonces ministro de la Defensa Nacional y María Cristina Vilanova.
Árbenz Vilanova huyó del país tras el derrocamiento del gobierno de su padre y pasó casi 50 años en el exilio – México, Francia, Suiza, República Checa, Unión Soviética, Uruguay, Cuba y El Salvador, pero sobre todo en Costa Rica, posteriormente se graduó en administración de empresas en El Salvador y, antes de regresar del exilio y dedicarse a la política, fue dueño y administrador de una plantación de café, una finca ganadera y una empresa dedicada a las exportaciones no tradicionales, que heredó por parte de su madre.

## Carrera política

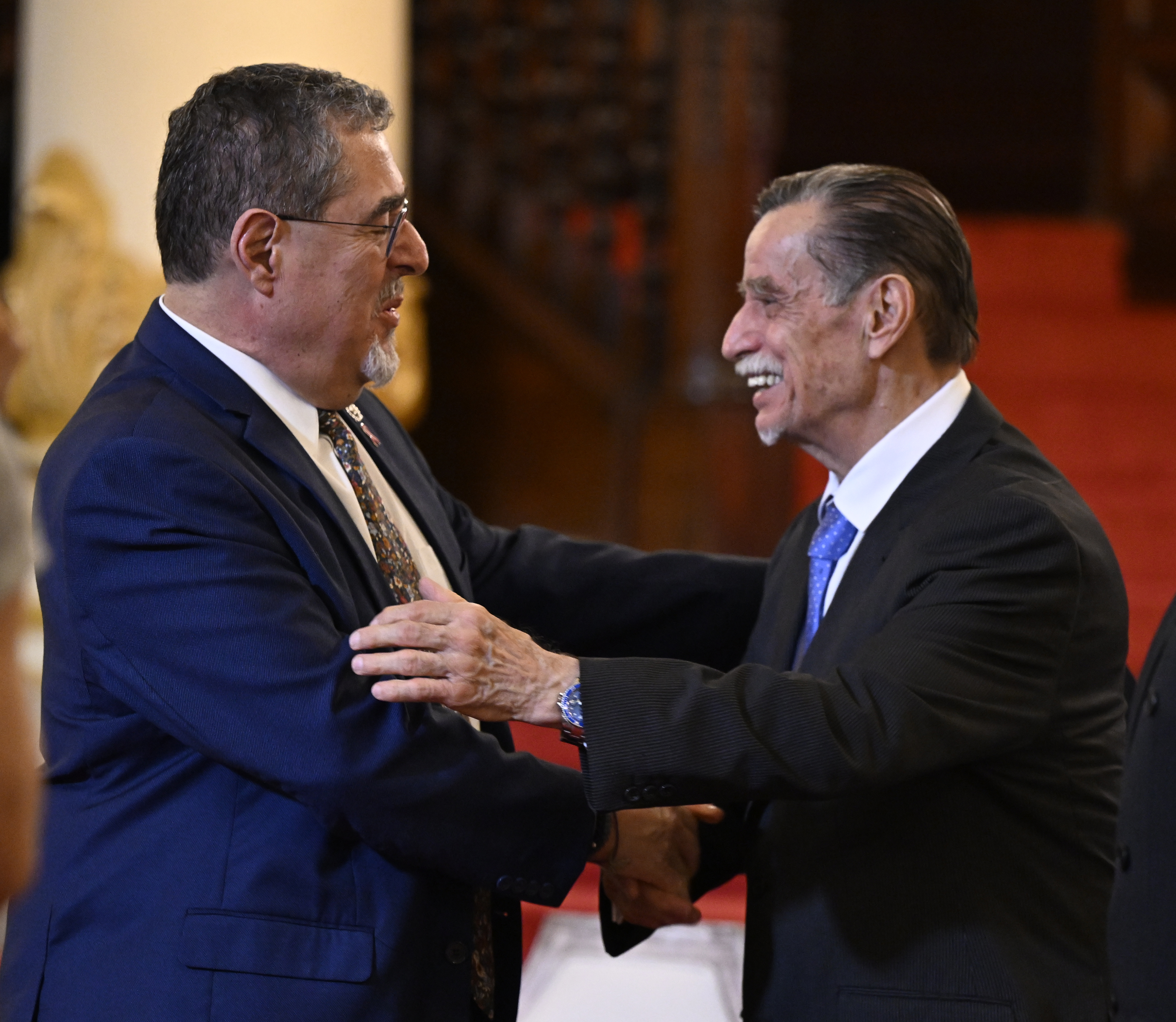
Árbenz Vilanova y el Presidente de Guatemala, Bernardo Arévalo durante los actos conmemorativos por la Revolución

Retornó a su natal Guatemala durante la administración de Alfonso Portillo. Después de intentar sin éxito formar su propio partido político para luchar en las elecciones presidenciales de 2003, fue aceptado como candidato del partido Democracia Cristiana Guatemalteca (DCG) después de que dos candidatos presidenciales anteriores de DCG se retiraran. La candidatura de la DCG, integrada por Árbenz Vilanova y el compañero de fórmula a la vicepresidencia Mario Rolando Castro de León, se ubicó en octavo lugar, con el 1,6% del total de los votos.

## Vida personal

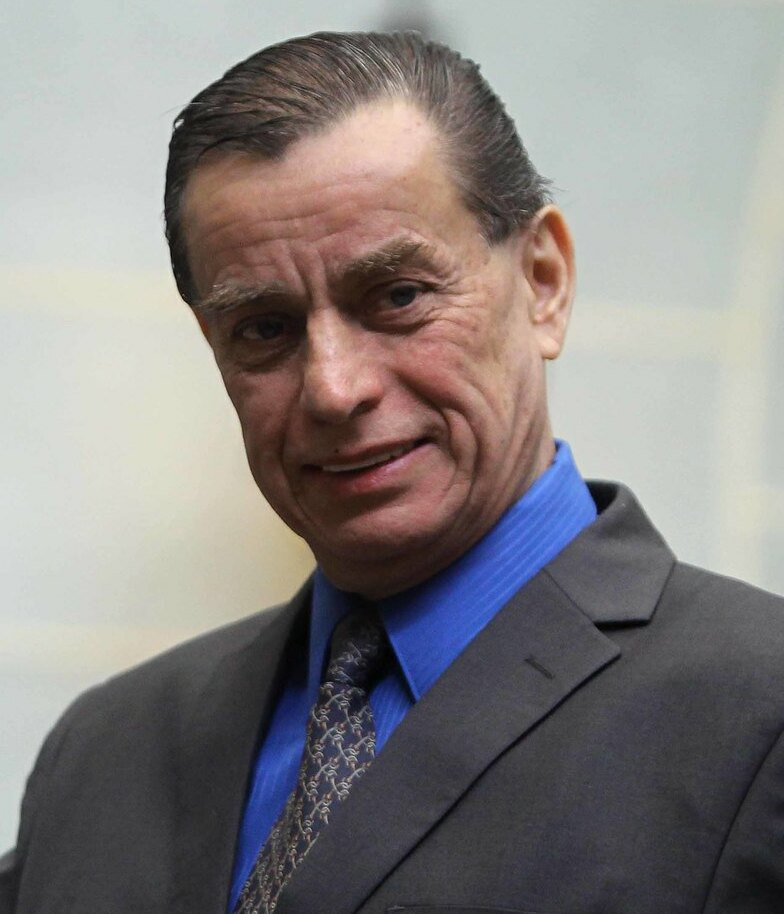
Árbenz Vilanova en 2011

Está casado, tiene siete hijos y, además de su español nativo, habla francés, checo, alemán, ruso e inglés.